# Umberto Albuquerque Câmara Neto
Umberto Albuquerque Câmara Neto (Campina Grande, 2 de maio de 1947 - ?, ?), também conhecido como Felipe, foi um estudante de Medicina da Universidade Federal de Pernambuco. O seu desaparecimento ocorreu no dia 8 de outubro de 1973, após ter sido preso por forças de segurança do Estado do Rio de Janeiro.

## Biografia
Umberto Albuquerque Câmara Neto nasceu no dia 2 de maio de 1947 em Campina Grande, Paraíba. Filho de Mariluce de Sá Leitão Câmara e Roberto Alves Câmara, era estudante de Medicina na Universidade Federal de Pernambuco, onde fez parte da lista de candidatos excedentes ao curso - por conta disso, entrou e assumiu a liderança local e regional que se encarregou da luta para que tais vagas fossem, de fato, destinadas aos excedentes. Posteriormente, chegou a presidir o Diretório Acadêmico da mesma instituição.
No ano de 1969, enquanto membro do DCE, Umberto foi um dos jovens presos que participaram do 30° Congresso da UNE na cidade de Ibiúna, em São Paulo. Para se proteger, o grupo decidiu se reunir em um sítio afastado do centro, com medo de ser localizado prontamente pela PM e pelo DOPS. Porém, por abrigar apenas 6 mil habitantes durante aquele período, a presença massiva e incomum de quase mil e duzentas pessoas foi logo notada. Um ano depois, em 1970, Umberto foi eleito vice-presidente da própria UNE.
Já em 1972, ainda com uma forte participação como militante de movimentos estudantis, o jovem foi um dos membros das tentativas de comemoração da Semana de Arte Moderna. Porém, a tentativa foi mal-sucedida, sendo reprimida pelos órgãos regulatórios, responsáveis por diversas prisões pelo país. Durante este período, e com o auxílio de Paulo Wright e Honestino Guimarães, participou da formação da Ação Popular Marxista-Leninista (APML).
Por conta de sua participação ativa em diversos movimentos de resistência, o nome de Umberto começou a ser apontado em diversos processos da Justiça Militar. Como consequência, teve a sua prisão realizada no dia 8 de outubro de 1973, no Rio de Janeiro. Com relação ao seu sequestro - para a realização da prisão - as informações são contraditórias. Segundo o relatório expedido pelo Exército, o jovem de 26 anos esteve detido no DOI-CODI do Recife, em julho de 1974. Já no relatório da Marinha, sua morte tem como data definitiva o mês de outubro de 1973.

## Prisão e desaparecimento
Durante uma viagem de ônibus do Recife para o Rio de Janeiro, Umberto Albuquerque se encontrou, de forma não intencional, com José Carlos Mata Machado, um antigo colega de um de seus grupos de militância. À época, a dupla combinou um encontro na praia do Botafogo, na zona sul da capital carioca.
No mesmo dia em que chegou ao Rio de Janeiro, o ex-estudante de Medicina ficou hospedado na residência de Marcelo Santa Cruz. Na manhã seguinte, mais precisamente no dia 8 de outubro de 1973, Umberto avisou ao anfitrião que teria um encontro com um amigo na praia, mas que voltaria para o almoço - fato que nunca chegou a acontecer.
A reunião dos dois foi rápida, tanto que, ainda para aquele mesmo dia, a dupla marcou um segundo encontro com o objetivo de verificar se estavam sendo monitorados de fato, visto que tinham fortes suspeitas disso - vale lembrar que o nome de Umberto já estava em diversos processos da Justiça Militar por conta de sua ativa participação em movimentos de resistência ao governo. José Carlos chegou ao ponto de encontro e aguardou Umberto, que nunca apareceu no local.
Como não chegou ao local combinado, Zé Carlos entrou em contato com os amigos de Umberto, que começaram a buscar informações a respeito do seu paradeiro. Enquanto isso, José viajou do Rio de Janeiro para São Paulo e, em seguida, para Pernambuco, local onde foi assassinado menos de um mês depois por órgãos de repressão do governo.
Em uma das tentativas de obter novas informações, os amigos enviaram uma carta para dom Ivo Lorscheiter, então secretário-geral da Conferência Nacional dos Bispos do Brasil (CNBB). Porém, receberam o retorno de que o religioso não poderia ajudar.
No dia 9 de novembro de 1973, uma carta anônima publicada pelo Jornal dos Sports informou que Umberto Albuquerque Câmara Neto estava detido desde o dia 8 de outubro e que corria perigo de vida, visto que havia sido sequestrado. O autor do comunicado pedia providências, tentando evitar que o ex-estudante tivesse um destino igual ao de outras pessoas que desapareceram, vítimas das forças de repressão. Para isso, seria necessário um posicionamento público e oficial dos órgãos de segurança sobre sua prisão.
Em 29 de junho de 1974, foi publicada uma nota oficial no Diário de Brasília com a autoria do Movimento Democrático Brasileiro (MDB). No documento em questão, havia um questionamento público ao governo militar com relação ao desaparecimento de 11 presos políticos, incluindo o nome de Umberto Albuquerque.
No ano seguido, em fevereiro, o nome do jovem foi listado pelo Ministério da Justiça sendo identificado como foragido. Em 1993, dois documentos oficiais que traziam conclusões contraditórias sobre o caso de Umberto Albuquerque foram publicados. De acordo com as informações divulgadas pelo Ministério do Exército, Umberto teria sido detido no DOI-CODI do Recife, no mês de julho de 1974. Já nos dados fornecidos pela Marinha, o jovem teria falecido em outubro de 1973.
Documentos contemporâneos ao seu desaparecimento confirmaram que, na ocasião de seu sumiço, Umberto era procurado pelos órgãos de repressão política, sendo visto pela última vez na cidade do Rio de Janeiro em 8 de outubro de 1973.

## Conclusão da Comissão Nacional da Verdade (CNV)
Após as investigações realizadas pelo órgão, chegou-se à conclusão de que Umberto Albuquerque Câmara Neto desapareceu na cidade do Rio de Janeiro após ter sido sequestrado e preso pelas forças de repressão do Estado no dia 8 de outubro de 1973. O acontecimento foi uma consequência da ditadura militar, decorrente do golpe de abril de 1964 que, de forma sistemática, violou os direitos humanos.

## Homenagens
Em sua homenagem, uma rua do bairro Cidade Dutra, em São Paulo, foi batizada com o nome de Umberto Albuquerque. No Rio de Janeiro, também foi lembrado por meio do decreto de nº 5738, publicado em 31 de março de 1986 pela prefeitura municipal, que nomeou um logradouro público no bairro da Paciência com o nome do estudante. Por fim, o diretório acadêmico da Faculdade de Medicina do Recife, da Universidade Federal de Pernambuco (UFPE), da qual Umberto foi aluno, foi renomeado como Diretório Acadêmico de Medicina Umberto Câmara Neto, DAMUC.